# Edward Dunn Malone

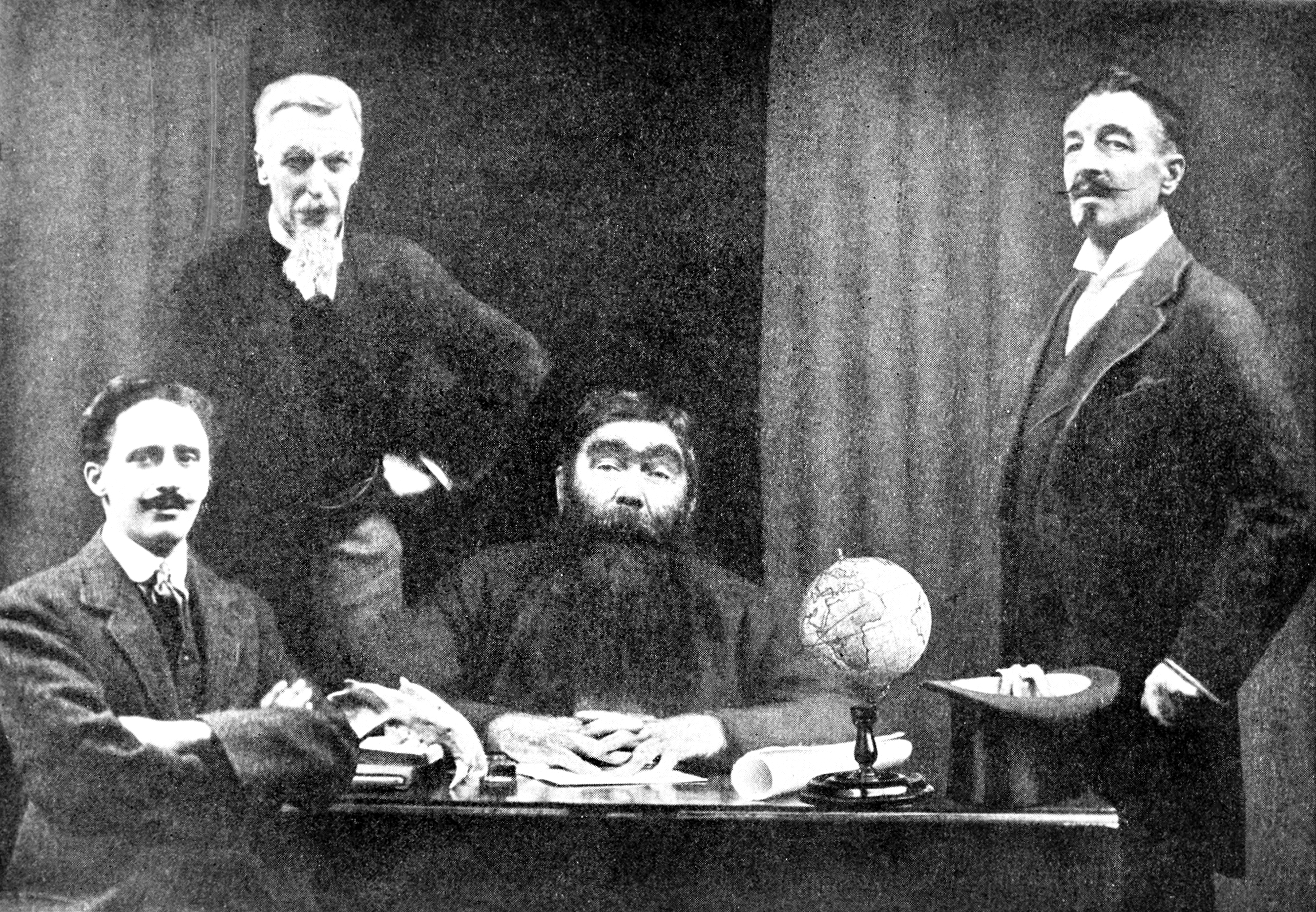
Foto dos membros da expedição "O Mundo Perdido" na página de título da primeira edição do romance: Edward Malone, Professor Summerlee, Professor George Challenger e Lorde John Roxton

Edward Dunn Malone é um personagem do livro de Arthur Conan Doyle, O Mundo Perdido.
Em 2000, O Mundo Perdido ganhou sua versão em série, e Malone passou a ser "Edward Ned Malone" (David Orth) e, embora Gladys esteja presente na série, faz par romântico com Verônica Layton (Jennifer O'dell)